# Obronność roślin
Obronność roślin – przeciwstawianie się roślin działaniu patogenów.
Wrażliwość na patogeny jest niewielka u roślin dziko rosnących, ma większe znaczenie u roślin uprawianych.
Mechanizmy obronne występujące u roślin to:
- odgraniczenie patogenu[1],
- reakcja nadwrażliwości (HR)[2],
- nabyta odporność systemiczna (SAR)[3].